# Mejîhir, Camenița
Mejîhir (în ucraineană Межигір) este un sat în comuna Sokil din raionul Camenița, regiunea Hmelnîțkîi, Ucraina.

## Demografie
Componența lingvistică a localității Mejîhir
     Ucraineană (100%)
Conform recensământului din 2001, toată populația localității Mejîhir era vorbitoare de ucraineană (100%).